# TimeLash
Die TimeLash ist eine deutsche Convention mit dem Schwerpunkt Doctor Who, die seit 2015 jährlich zunächst im Kulturbahnhof in Kassel und seit 2024 in der Stadthalle Groß-Umstadt stattfindet.

## Geschichte und Hintergrund
Aufgrund der steigenden Popularität der britischen Science-Fiction-Fernsehserie Doctor Who in Deutschland riefen am 11. Januar 2015 Pascal Salzmann, Ralf Schmidt und Simone Violka mit einer Indiegogo-Kampagne dazu auf, eine deutsche Doctor Who-Convention zu finanzieren. Das Ziel von 35.000 Euro wurde nach nur wenigen Wochen erreicht. Bis zum 13. März 2015, dem Ende der Kampagne, konnte das Team Einnahmen von 56.500 Euro vermelden und die Convention konnte wie geplant am 23. und 24. Oktober 2015 stattfinden.

Aufgrund des großen Erfolges und Andrangs zur Convention wurde die TimeLash zu einem jährlichen Event, welches selbst britische Stars der Serie nach Kassel zieht. Zu den Gaststars zählen unter anderem Schauspieler, Autoren, Regisseure und Synchronsprecher, die an der Serie mitgewirkt haben, sowie bekannte Persönlichkeiten aus dem Fandom der Serie.

Auf der TimeLash werden den Besuchern Panels, Signierstunden und Fotoshootings mit den Gaststars geboten, außerdem sind auch Händlerräume mit Merchandiseartikeln rund um die Serie Doctor Who zu finden. Partner mit jährlichen Verkaufsständen sind unter anderem Panini Comics und Big Finish.

## Bisherige Events
| Event         | Zeitraum                 | Gäste |
| ------------- | ------------------------ | --- |
| TimeLash      | 23. und 24. Oktober 2015 | Paul McGann, Terrance Dicks, Terry Molloy, Toby Hadoke, Andrew Cartmel, Catrin Stewart, Jason Haigh-Ellery, Kai Taschner, Luise-Charlotte Brings, Michael Schwarzmaier, Nicholas Briggs, Nicola Bryant, Robert Vogel und Nev Fountain.                                              |
| TimeLash II   | 15. und 16. Oktober 2016 | Colin Baker, Gareth David-Lloyd, Ingrid Oliver, Catherine Schell, Sophie Aldred, Harald Gehlen, Jason Haigh-Ellery, John Ridgway, Lisa Bowerman, Luise-Charlotte Brings, Lutz Riedel, Peter Harness, Peter Purves, Phil Collinson, Robert Shearman, Robert Vogel und Toby Hadoke.   |
| TimeLash III  | 28. und 29. Oktober 2017 | Peter Davison, Naoko Mori, Kai Owen, Wendy Padbury, Daphne Ashbrook, Frazer Hines, Ian McNeice, Annette Badland, Michael Schwarzmaier, John Leeson, Philip Hinchcliffe, Scott Handcock, Robert Shearman, Toby Hadoke, Will Brooks und Rob Ritchi.                                   |
| TimeLash IV   | 27. und 28. Oktober 2018 | Sylvester McCoy, Sophie Aldred, Sarah Louise Madison, Anneke Wills, Terry Molloy, Jon Davey, Katy Manning, John Levene, Richard Franklin, Andrew Cartmel, William Russell, Fady Elsayed, Christopher Thompson, Dominic Glynn, Edward Russell, Tobias Nath und Michael Schwarzmaier. |
| TimeLash V    | 12. und 13. Oktober 2019 | Peter Davison, Carole Ann Ford, Janet Fielding, Mark Strickson, Sarah Sutton, Matthew Waterhouse, Sophie Hopkins, Sophia Myles, Dan Starkey, Ellie Wallwork, Blair Mowat, Edward Russell, Jason Haigh-Ellery, Carolin Sophie Göbel und Jessica Martin.                              |
| TimeLash VI   | 22. und 23. Oktober 2022 | Colin Baker, Frazer Hines, Michael Jayston, Colin Spaull, Bhavnisha Parmar, David Banks, Dean Hollingsworth, Michael E. Briant und Louis F. Thiele. |
| TimeLash VII  | 28. und 29. Oktober 2023 | Sophie Aldred, Janet Fielding, Yasmin Bannerman, Tim Treloar, Sadie Miller, Daisy Ashford, Richard Price, Stephen Wyatt, Michael Schwarzmaier, Dirk Hardegen, Kristina Sommer, Dr. Rebecca Haar, Robert Vogel.                                                                      |
| TimeLash VIII | 26. und 27. Oktober 2024 | Sylvester McCoy, Katy Manning, Wendy Padbury, Michael Troughton, Tommy Knight, Mickey Lewis, Gary Russell, Mark Ayres, Marco Eßer, Dagmar Bittner, Rainer Denk, Kristina Sommer, Claudia Kern, Dr. Rebecca Haar, Robert Vogel.                                                      |

## Namensgebung
TimeLash (deutscher Titel Das Amulett) war ursprünglich der Titel eines Serials aus der klassischen Ära der Serie mit dem sechsten Doktor, gespielt von Colin Baker, in der Hauptrolle.